# Itiúba
Itiúba är en kommun i Brasilien.   Den ligger i delstaten Bahia, i den östra delen av landet, 1 000 km nordost om huvudstaden Brasília. Antalet invånare är 36 112.
Omgivningarna runt Itiúba är huvudsakligen savann. Runt Itiúba är det glesbefolkat, med 20 invånare per kvadratkilometer.